# Cotesia angustibasis
Cotesia angustibasis är en stekelart som först beskrevs av Charles Joseph Gahan 1925.  Cotesia angustibasis ingår i släktet Cotesia och familjen bracksteklar. Inga underarter finns listade i Catalogue of Life.